# Gonometa postica
Gonometa postica és un lepidòpter ditrisi de la família dels lasiocàmpids (Lasiocampidae) pròpia d'Àfrica meridional.

## Característiques
De grandària considerable i dimorfisme sexual marcat. La femella té el cap i tòrax marrons i abdomen marró clar; ales anteriors marrons travessades per ones transversals més clares; ales posteriors amb base color crema i la resta marró. La forma alar i coloració del mascle varia, fins i tot es pot confondre amb una altra espècie: és més petit, té tons més vistosos, vermellosos i rosats, amb el cos fosc, ales anteriors clares amb ones fosques i posteriors amb la zona submarginal blanc i base roja fosca.

## Història natural
Eruga peluda i negra, amb cúmuls de pilositat ataronjats, grocs o blancs als costats del cos. Els pèls són urticants. S'alimenta de Brachystegia, Elephantorrhiza, entre d'altres.

## Distribució
Es troba des de Zimbàbue fins a Moçambic, l'antiga Província de Transvaal, Botswana i Namíbia.